# Paramamoea waipoua
Paramamoea waipoua là một loài nhện trong họ Amphinectidae. Loài này được phát hiện ở New Zealand.